# Listopadówka
Listopadówka (ukr. Листопадівка) – niewielka wioska w rejonie koziatyńskim, obwodu winnickiego.
Jej pierwsza nazwa to Bogudzięka. Większość mieszkańców stanowią Polacy. Zachowany kościół pw. św. Jana Chrzciciela.